# Кіноколо (6-та церемонія вручення)
6-та церемонія вручення Національної премії кінокритиків «Кіноколо» за досягнення українського кінематографа та діячів кіноіндустрії відбулася 12 жовтня 2023 року в Києві перед відкриттям кінофестивалю «Київський тиждень критики» в кінотеатрі «Жовтень».

## Фільми з кількома номінаціями та нагородами
На шостій церемонії вручення національної премії кінокритиків «Кіноколо» було представлено 19 фільмів (7 ігрових повнометражних та по 4 — короткометражні (кмф), документальні (дф) й анімаційні (аф)):
| Номінації | Фільм                         | Нагороди |
| --------- | ----------------------------- | -------- |
| 6         | «Степне»                      | 0        |
| 5         | «Ля Палісіада»                | 1        |
| 4         | «Люксембург, Люксембург»      | 3        |
| 3         | «20 днів у Маріуполі» (дф)    | 2        |
| 2         | «Довбуш»                      | 0        |
| 2         | «Ти мене любиш?»              | 1        |
| 2         | «Назавжди-Назавжди»           | 0        |
| 1         | «ГКЧП» (кмф)                  | 1        |
| 1         | «Маріуполь. Сто ночей» (аф)   | 1        |
| 1         | «Я, Ніна»                     | 0        |
| 1         | «Велика маленька війна» (кмф) | 0        |
| 1         | «Жива» (кмф)                  | 0        |
| 1         | «Це побачення» (кмф)          | 0        |
| 1         | «Залізні метелики» (дф)       | 0        |
| 1         | «Звідки куди» (дф)            | 0        |
| 1         | «Ми не згаснемо» (дф)         | 0        |
| 1         | «Весна» (аф)                  | 0        |
| 1         | «Мавка. Лісова пісня» (аф)    | 0        |
| 1         | «Мокош» (аф)                  | 0        |

## Список переможців та номінантів
★Переможців виділено окремим кольором
| Найкращий повнометражний ігровий фільм   | ★«Ля Палісіада» — реж. Філіп Сотниченко |
| Найкращий повнометражний ігровий фільм   | «Довбуш» — реж. Олесь Санін; |
| Найкращий повнометражний ігровий фільм   | «Люксембург, Люксембург» — реж. Антоніо Лукіч |
| Найкращий повнометражний ігровий фільм   | «Степне» — реж. Марина Врода |
| Найкращий короткометражний ігровий фільм | ★«ГКЧП» — реж. Аркадій Непиталюк |
| Найкращий короткометражний ігровий фільм | «Велика маленька війна» — реж. Мирослав Латик |
| Найкращий короткометражний ігровий фільм | «Жива» — реж. Владлен Одуденко |
| Найкращий короткометражний ігровий фільм | «Це побачення» — реж. Надія Парфан |
| Найкращий документальний фільм           | ★«20 днів у Маріуполі» — реж. Мстислав Чернов |
| Найкращий документальний фільм           | «Залізні метелики» — реж. Роман Любий |
| Найкращий документальний фільм           | «Звідки куди» реж. Мачек Хамела |
| Найкращий документальний фільм           | «Ми не згаснемо» — реж. Аліса Коваленко |
| Найкращий анімаційний фільм              | ★«Маріуполь. Сто ночей» — реж. Софія Мельник |
| Найкращий анімаційний фільм              | «Весна» — реж. Микита Лиськов |
| Найкращий анімаційний фільм              | «Мавка. Лісова пісня» — реж. Олександра Рубан, Олег Маламуж |
| Найкращий анімаційний фільм              | «Мокош» — реж. Анна Дудко |
| Відкриття року                           | ★«20 днів у Маріуполі» — реж. Мстислав Чернов |
| Відкриття року                           | «Ля Палісіада» — реж. Філіп Сотниченко |
| Відкриття року                           | «Назавжди-Назавжди» — реж. Анна Бурячкова |
| Відкриття року                           | «Степне» — реж. Марина Врода |
| Найкращий режисер                        | ★Антоніо Лукіч («Люксембург, Люксембург») |
| Найкращий режисер                        | Марина Врода («Степне») |
| Найкращий режисер                        | Філіп Сотниченко («Ля Палісіада») |
| Найкращий режисер                        | Мстислав Чернов («20 днів у Маріуполі») |
| Найкращий актор                          | ★Аміл Насіров («Люксембург, Люксембург») |
| Найкращий актор                          | Олександр Максяков («Степне») |
| Найкращий актор                          | Новруз Пашаєв («Ля Палісіада») |
| Найкращий актор                          | Сергій Стрельников («Довбуш») |
| Найкраща акторка                         | ★Карина Химчук («Ти мене любиш?») |
| Найкраща акторка                         | Ніна Антонова («Степне») |
| Найкраща акторка                         | Ксенія Хижняк («Я, Ніна») |
| Найкраща акторка                         | Єлизавета Цілик («Назавжди-Назавжди») |
| Найкращий сценарій                       | ★Антоніо Лукіч («Люксембург, Люксембург») |
| Найкращий сценарій                       | Марина Врода, Кірілл Шувалов («Степне») |
| Найкращий сценарій                       | Тоня Ноябрьова («Ти мене любиш?») |
| Найкращий сценарій                       | Філіп Сотниченко («Ля Палісіада») |
| За досягнення                            | ★Станіслав Битюцький, Альона Пензій, Олександр Телюк, Олег Оліфер, Олена Гончарук («Довженко-центр») — за лекторій «Як перестати хвилюватися і полюбити українське кіно» |
| За досягнення                            | Дарія Бадьйор, Станіслав Битюцький, Сергій Ксаверов, Анна Дацюк — за кураторство кінофестивалю «6-й Київський тиждень критики»                                           |
| За досягнення                            | Альона Пензій, Олександр Телюк, Олег Оліфер, Олександр Бертман, Тетяна Деркач («Довженко-центр») — за програму «Мультфільм тижня. Перший сезон»                          |
| За досягнення                            | Наталія Серебрякова — за серію публікацій про українське кіно у виданні Cineuropa.                                                                                       |